# Tren regional

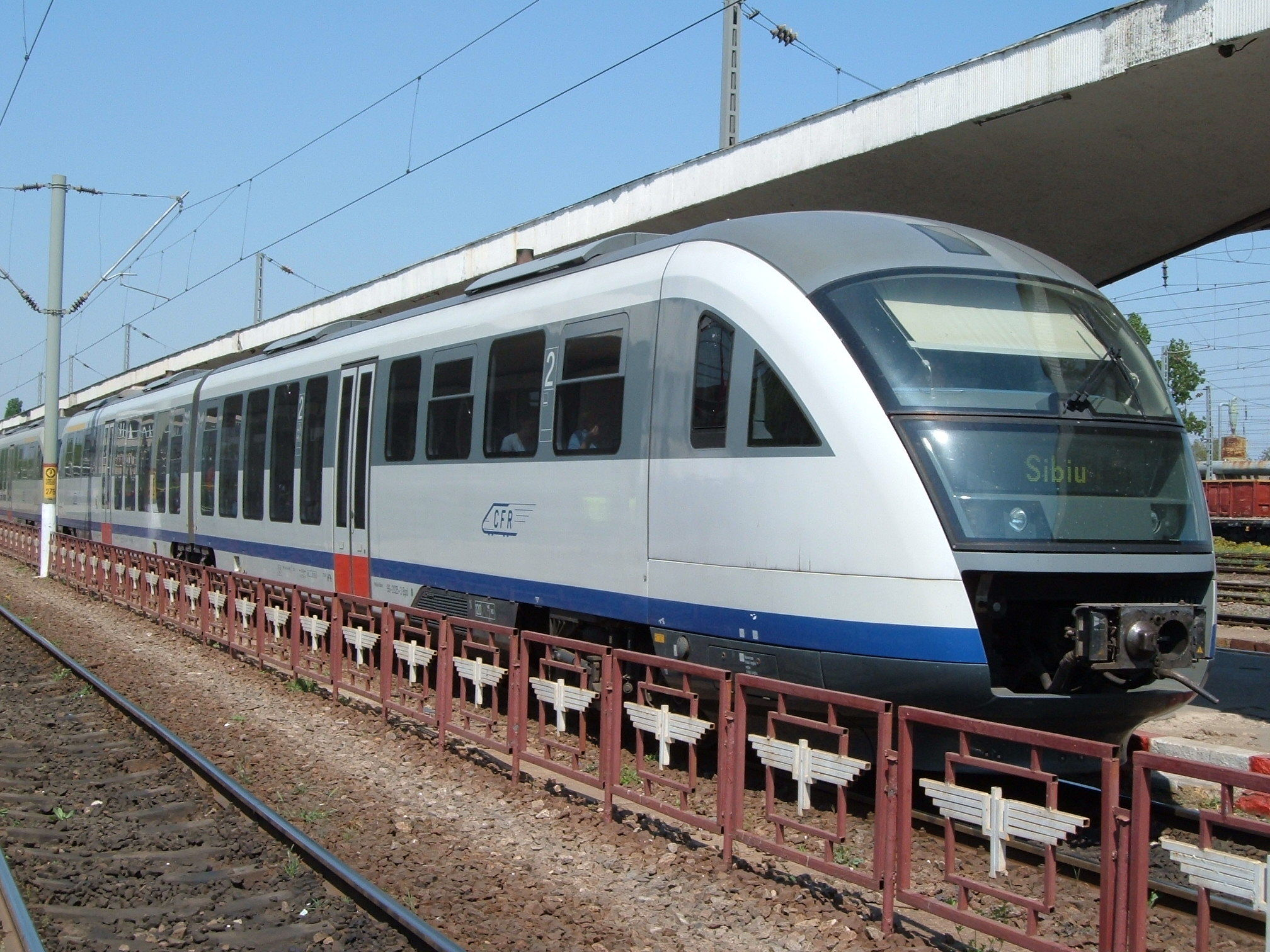
Trenul regional Craiova-Sibiu în gara Craiova, România

Un tren regional, cunoscut ca și tren local este un serviciu de pasageri care operează între orașe. Acestea fac mai multe opriri și sunt mai lente decât un tren expres, dar au serviciu mai rapid și circulă pe distanțe mai lungi decât un tren metropolitan. Trenurile regionale operează dincolo de limitele zonelor urbane, și conectează fie orașe similare de dimensiuni mai mici, fie orașe și localitățile apropriate, în afara sau la marginea exterioară a unui inel suburban.

## Caracteristici
Principala diferență dintre trenurile regionale și trenurile de navetă este că cea din urmă este focalizată pe transportul oamenilor din locurile unde locuiesc și locurile de muncă zilnic. Trenurile regionale opresc și în alte stații decât cele din orașele mari. Spre deosebire de trenurile inter-city, ele opresc la cele mai multe sau la toate stațiile din parcurs. Oferă un serviciu între comunități mai mici de-a lungul liniei și, de asemenea, conexiuni cu servicii pe distanțe lungi. Căile ferate regionale funcționează de obicei pe parcursul zilei, dar deseori la frecvență joasă (o dată pe oră sau doar de câteva ori pe zi), în timp ce calea ferată suburbană oferă un serviciu de înaltă frecvență în cadrul unei conurbații.
Serviciile feroviare regionale sunt mult mai puțin susceptibile să fie profitabile decât cele inter-city (în principal, deoarece mulți pasageri folosesc pachete lunare care oferă un preț mai mic pe călătorie și că viteza medie mai mică oferă o distanță mai mică, ceea ce înseamnă un venit mai mic al biletului pe oră de operare) și, prin urmare, necesită subvenție guvernamentală. Acest lucru este justificat din motive sociale sau de mediu și deoarece serviciile feroviare regionale acționează adesea ca alimentatori pentru liniile inter-orașe mai profitabile.